# Paracelsus-Bad (metropolitana di Berlino)
Paracelsus-Bad è una stazione della metropolitana di Berlino, sulla linea U8.